# Seznam dílů seriálu Vražedná práva
Toto je seznam dílů seriálu Vražedná práva. Americký kriminálně-soudní televizní seriál Vražedná práva vysílala televize ABC od 25. září 2014 do 14. května 2020. Do jara 2020 byly odvysíláno šest řad po 15 dílech. Tvůrci oznámili, že seriál dostane také šestou řadu, která bude zároveň poslední. Její premiéra proběhla 26. září 2019. V českém znění uvedla první tři řady seriálu televize AXN a první řadu i Nova Cinema.

## Přehled řad
| Řada | Díly | Premiéra v USA | Premiéra v USA  | Premiéra na AXN    | Premiéra na AXN | Premiéra na Nova Cinema | Premiéra na Nova Cinema |
| Řada | Díly | První díl      | Poslední díl    | První díl          | Poslední díl    | První díl               | Poslední díl            |
| ---- | ---- | -------------- | --------------- | ------------------ | --------------- | ----------------------- | ----------------------- |
| 1    | 15   | 25. září 2014  | 26. února 2015  | 3. listopadu 2014  | 13. dubna 2015  | 7. února 2016           | 27. března 2016         |
| 2    | 15   | 24. září 2015  | 17. března 2016 | 3. listopadu 2015  | 3. května 2016  | nebylo vysíláno         | nebylo vysíláno         |
| 3    | 15   | 22. září 2016  | 23. února 2017  | 16. listopadu 2016 | 19. dubna 2017  | nebylo vysíláno         | nebylo vysíláno         |
| 4    | 15   | 28. září 2017  | 15. března 2018 | nebylo vysíláno    | nebylo vysíláno | nebylo vysíláno         | nebylo vysíláno         |
| 5    | 15   | 27. září 2018  | 28. února 2019  | nebylo vysíláno    | nebylo vysíláno | nebylo vysíláno         | nebylo vysíláno         |
| 6    | 15   | 26. září 2019  | 14. května 2020 | nebylo vysíláno    | nebylo vysíláno | nebylo vysíláno         | nebylo vysíláno         |

## Seznam dílů

### První řada (2014–2015)
| Č. v seriálu | Č. v řadě | Původní název             | Český název                 | Režie            | Scénář                                 | Premiéra v USA     | Premiéra na AXN    | Premiéra na Nova Cinema | Sledovanost v USA (v mil.) |
| ------------ | --------- | ------------------------- | --------------------------- | ---------------- | -------------------------------------- | ------------------ | ------------------ | ----------------------- | -------------------------- |
| 1            | 1         | Pilot                     | Soutěž                      | Michael Offer    | Peter Nowalk                           | 25. září 2014      | 3. listopadu 2014  | 7. února 2016           | 14,12                      |
| 2            | 2         | It's All Her Fault        | Její vina                   | Bill D'Elia      | Peter Nowalk                           | 2. října 2014      | 10. listopadu 2014 | 14. února 2016          | 11,94                      |
| 3            | 3         | Smile, or Go to Jail      | Usmívej se, nebo jdeš sedět | Randy Zisk       | Rob Fresco                             | 9. října 2014      | 17. listopadu 2014 | 14. února 2016          | 10,81                      |
| 4            | 4         | Let's Get to Scooping     | Tajemný mobil               | Laura Innes      | Erika Green Swafford                   | 16. října 2014     | 24. listopadu 2014 | 21. února 2016          | 9,79                       |
| 5            | 5         | We're Not Friends         | Nejsme kamarádi             | Mike Listo       | Tracey A. Bellomo                      | 23. října 2014     | 1. prosince 2014   | 21. února 2016          | 9,97                       |
| 6            | 6         | Freakin' Whack-a-Mole     | Křivé svědectví             | Bill D'Elia      | Michael Foley                          | 30. října 2014     | 8. prosince 2014   | 28. února 2016          | 8,68                       |
| 7            | 7         | He Deserved to Die        | Zasloužená smrt             | Eric Stoltz      | Warren Hsu Leonard                     | 6. listopadu 2014  | 15. prosince 2014  | 28. února 2016          | 9,18                       |
| 8            | 8         | He Has a Wife             | Řeknu to jeho ženě          | Debbie Allen     | Doug Stockstill                        | 13. listopadu 2014 | 23. února 2015     | 6. března 2016          | 9,25                       |
| 9            | 9         | Kill Me, Kill Me, Kill Me | Zabij mě                    | Stephen Williams | Michael Foley a Erika Green Swafford   | 20. listopadu 2014 | 2. března 2015     | 6. března 2016          | 9,82                       |
| 10           | 10        | Hello Raskolnikov         | Přiznání                    | Michael Offer    | Marcus Dalzine                         | 29. ledna 2015     | 9. března 2015     | 13. března 2016         | 9,18                       |
| 11           | 11        | Best Christmas Ever       | Stíny minulosti             | Michael Katleman | Tracy A. Bellomo a Warren Hsu Leonard  | 5. února 2015      | 16. března 2015    | 13. března 2016         | 8,34                       |
| 12           | 12        | She's a Murderer          | Ona je vrah                 | Bill D'Elia      | Erika Harrison                         | 12. února 2015     | 23. března 2015    | 20. března 2016         | 8,44                       |
| 13           | 13        | Mama's Here Now           | Máma je u tebe              | Miko Listo       | Erika Green Swafford a Doug Stockstill | 19. února 2015     | 30. března 2015    | 20. března 2016         | 8,86                       |
| 14           | 14        | The Day Lila Died         | Noc, kdy zemřela Lila       | Laura Innes      | Michael Foley                          | 26. února 2015     | 6. dubna 2015      | 27. března 2016         | 8,99                       |
| 15           | 15        | It's All My Fault         | Všechno je moje chyba       | Bill D'Elia      | Peter Nowalk                           | 26. února 2015     | 13. dubna 2015     | 27. března 2016         | 8,99                       |

### Druhá řada (2015–2016)
| Č. v seriálu | Č. v řadě | Původní název                   | Režie             | Scénář                               | Premiéra v USA     | Premiéra na AXN    | Sledovanost v USA (v mil.) |
| ------------ | --------- | ------------------------------- | ----------------- | ------------------------------------ | ------------------ | ------------------ | -------------------------- |
| 16           | 1         | It's Time to Move On            | Bill D'Elia       | Peter Nowalk                         | 24. září 2015      | 3. listopadu 2015  | 8,38                       |
| 17           | 2         | She's Dying                     | Rob Hardy         | Erika Green Swafford                 | 1. října 2015      | 10. listopadu 2015 | 7,53                       |
| 18           | 3         | It's Called the Octopus         | John Terlesky     | Joe Fazzio                           | 8. října 2015      | 17. listopadu 2015 | 7,22                       |
| 19           | 4         | Skanks Get Shanked              | Stephen Williams  | Angela Robinson                      | 15. října 2015     | 24. listopadu 2015 | 6,81                       |
| 20           | 5         | Meet Bonnie                     | Stephen Cragg     | Sarah L. Thompson                    | 22. října 2015     | 1. prosince 2015   | 6,95                       |
| 21           | 6         | Two Birds, One Milstone         | Mike Listo        | Michael Foley                        | 29. října 2015     | 8. prosince 2015   | 6,27                       |
| 22           | 7         | I Want You to Die               | Kevin Bray        | Warren Hsu Leonard                   | 5. listopadu 2015  | 15. prosince 2015  | 6,49                       |
| 23           | 8         | Hi, I'm Phillip                 | Jennifer Gezinger | Tanya Saracho                        | 12. listopadu 2015 | 22. prosince 2015  | 6,71                       |
| 24           | 9         | What Did We Do                  | Biill D'Elia      | Michael Foley a Erika Green Swafford | 19. listopadu 2015 | 22. března 2016    | 7,19                       |
| 25           | 10        | What Happened to You, Annalise? | Laura Innes       | J. C. Lee                            | 11. února 2016     | 29. března 2016    | 5,82                       |
| 26           | 11        | She Hates Us                    | Bill D'Elia       | Erika Harrison                       | 18. února 2016     | 5. dubna 2016      | 4,88                       |
| 27           | 12        | It's a Trap                     | Mike Listo        | Joe Fazzio a Tanya Saracho           | 25. února 2016     | 12. dubna 2015     | 4,86                       |
| 28           | 13        | Something Bad Happened          | Zetna Fuentes     | Michael Foley a Warren Hsu Leonard   | 3. března 2016     | 19. dubna 2016     | 4,53                       |
| 29           | 14        | There's My Baby                 | Stephen Williams  | J. C. Lee a Erika Harrison           | 10. března 2016    | 26. dubna 2016     | 4,80                       |
| 30           | 15        | Anna Mae                        | Bill D'Elia       | Peter Nowalk                         | 17. března 2016    | 3. května 2016     | 5,29                       |

### Třetí řada (2016–2017)
| Č. v seriálu | Č. v řadě | Původní název                      | Režie                 | Scénář               | Premiéra v USA     | Premiéra na AXN    | Sledovanost v USA (v mil.) |
| ------------ | --------- | ---------------------------------- | --------------------- | -------------------- | ------------------ | ------------------ | -------------------------- |
| 31           | 1         | We're Good People Now              | Bill D'Elia           | Peter Nowalk         | 22. září 2016      | 16. listopadu 2016 | 5,11                       |
| 32           | 2         | There Are Worse Things Than Murder | Zetna Fuentes         | Angela Robinson      | 29. září 2016      | 23. listopadu 2016 | 4,33                       |
| 33           | 3         | Always Bet Black                   | Stephen Cragg         | Joe Fazzio           | 6. října 2016      | 30. listopadu 2016 | 4,40                       |
| 34           | 4         | Don't Tell Annalise                | Kevin Rodney Sullivan | Erika Green Swafford | 13. října 2016     | 7. prosince 2016   | 4,00                       |
| 35           | 5         | It's About Frank                   | Jann Turner           | J. C. Lee            | 20. října 2016     | 14. prosince 2016  | 4,29                       |
| 36           | 6         | Is Someone Really Dead?            | Sharat Raju           | Fernanda Coppel      | 27. října 2016     | 21. prosince 2016  | 4,07                       |
| 37           | 7         | Call It Mother's Intuition         | Mike Smith            | Erika Harrison       | 3. listopadu 2016  | 28. prosince 2016  | 4,08                       |
| 38           | 8         | No More Blood                      | Jet Wilkinson         | Morenike Balogun     | 10. listopadu 2016 | 1. března 2017     | 4,32                       |
| 39           | 9         | Who's Dead?                        | Bill D'Elia           | Michael Foley        | 17. listopadu 2016 | 8. března 2017     | 4,95                       |
| 40           | 10        | We're Bad People                   | Jennifer Getzinger    | Sarah L. Thompson    | 26. ledna 2017     | 15. března 2017    | 5,41                       |
| 41           | 11        | Not Everything's About Annalise    | Nicole Rubio          | Abby Ajayi           | 2. února 2017      | 22. března 2017    | 4,69                       |
| 42           | 12        | Go Cry Somewhere Else              | Cherie Nowlan         | Daniel Robinson      | 9. února 2017      | 29. března 2017    | 4,92                       |
| 43           | 13        | It's War                           | Hanelle Culpepper     | Brendan Kelly        | 16. února 2017     | 5. dubna 2017      | 4,66                       |
| 44           | 14        | He Made a Terrible Mistake         | Jet Wilkinson         | Joe Fazzio           | 23. února 2017     | 12. dubna 2017     | 4,92                       |
| 45           | 15        | Wes                                | Bill D'Elia           | Peter Nowalk         | 23. února 2017     | 19. dubna 2017     | 4,92                       |

### Čtvrtá řada (2017–2018)
| Č. v seriálu | Č. v řadě | Původní název                         | Režie            | Scénář                               | Premiéra v USA     | Sledovanost v USA (v mil.) |
| ------------ | --------- | ------------------------------------- | ---------------- | ------------------------------------ | ------------------ | -------------------------- |
| 46           | 1         | I'm Going Away                        | Jet Wilkinson    | Peter Nowalk                         | 28. září 2017      | 3.96                       |
| 47           | 2         | I'm Not Here                          | Paris Barclay    | Maya Goldsmith                       | 5. října 2017      | 3.88                       |
| 48           | 3         | It's for the Greater Good             | Nicole Rubio     | Erika Harrison                       | 12. října 2017     | 3.88                       |
| 49           | 4         | Was She Ever Good at Her Job?         | Mike Smith       | Michael Russo                        | 19. října 2017     | 3.56                       |
| 50           | 5         | I Love Her                            | Lexi Alexander   | Sarah L. Thompson                    | 26. října 2017     | 3.56                       |
| 51           | 6         | Stay Strong, Mama                     | Cherie Nowlan    | Morenike Balogun                     | 2. listopadu 2017  | 3.56                       |
| 52           | 7         | Nobody Roots for Goliath              | Nzingha Stewart  | Daniel Robinson                      | 9. listopadu 2017  | 3.71                       |
| 53           | 8         | Live. Live. Live.                     | Rob Hardy        | Joe Fazzio                           | 16. listopadu 2017 | 3.72                       |
| 54           | 9         | He's Dead                             | Jet Wilkinson    | Abby Ajayi                           | 18. ledna 2018     | 3.80                       |
| 55           | 10        | Everything We Did Was for Nothing     | Jonathan Brown   | Matthew Cruz                         | 25. ledna 2018     | 3.54                       |
| 56           | 11        | He's a Bad Father                     | Marta Cunningham | Maya Goldsmith                       | 1. února 2018      | 3.68                       |
| 57           | 12        | Ask Him About Stella                  | Stephen Cragg    | Tess Leibowitz                       | 8. února 2018      | 3.26                       |
| 58           | 13        | Lahey v. Commonwealth of Pennsylvania | Zetna Fuentes    | Morenike Balogun a Sarah L. Thompson | 1. března 2018     | 4,14                       |
| 59           | 14        | The Day Before He Died                | Scott Printz     | Joe Fazzio                           | 8. března 2018     | 3,36                       |
| 60           | 15        | Nobody Else Is Dying                  | Jet Wilkinson    | Peter Nowalk                         | 15. března 2018    | 3,83                       |

### Pátá řada (2018–2019)
| Č. v seriálu | Č. v řadě | Původní název                          | Režie              | Scénář                            | Premiéra v USA     | Sledovanost v USA (v mil.) |
| ------------ | --------- | -------------------------------------- | ------------------ | --------------------------------- | ------------------ | -------------------------- |
| 61           | 1         | Your Funeral                           | Stephen Cragg      | Peter Nowalk                      | 27. září 2018      | 2,93                       |
| 62           | 2         | Whose Blood Is That?                   | Mike Smith         | Sarah L. Thompson                 | 4. října 2018      | 3,02                       |
| 63           | 3         | The Baby Was Never Dead                | Valerie Weiss      | Erika Harrison                    | 11. října 2018     | 3,22                       |
| 64           | 4         | It's Her Kid                           | Cherie Nowlan      | Maisha Closson                    | 18. října 2018     | 2,74                       |
| 65           | 5         | It Was the Worst Day of My Life        | Laura Innes        | Michael Russo                     | 25. října 2018     | 2,93                       |
| 66           | 6         | We Can Find Him                        | Jonathan Brown     | Tess Leibowitz                    | 1. listopadu 2018  | 2,86                       |
| 67           | 7         | I Got Played                           | Eric Laneuville    | Maya Goldsmith                    | 8. listopadu 2018  | 3,02                       |
| 68           | 8         | I Want to Love You Until the Day I Die | Stephen Cragg      | Joe Fazzio                        | 15. listopadu 2018 | 3,13                       |
| 69           | 9         | He Betrayed Us Both                    | John Terlesky      | Daniel Robinson                   | 17. ledna 2019     | 2,84                       |
| 70           | 10        | Don't Go Dark on Me                    | Cherie Nowlan      | Sara Rose Feinberg                | 24. ledna 2019     | 2,74                       |
| 71           | 11        | Be the Martyr                          | Alrick Riley       | Matthew Cruz                      | 31. ledna 2019     | 2,58                       |
| 72           | 12        | We Know Everything                     | Jennifer Getzinger | Michael Russo a Sarah L. Thompson | 7. února 2019      | 2,74                       |
| 73           | 13        | Where Are Your Parents?                | DeMane Davis       | Maya Goldsmith a Daniel Robinson  | 14. února 2019     | 2,57                       |
| 74           | 14        | Make Me the Enemy                      | Mike Smith         | Erika Harrison a Matthew Cruz     | 21. února 2019     | 2,56                       |
| 75           | 15        | Please Say No One Else Is Dead         | Stephen Cragg      | Joe Fazzio                        | 28. února 2019     | 2,76                       |

### Šestá řada (2019–2020)
| Č. v seriálu | Č. v řadě | Původní název                                   | Režie             | Scénář                             | Premiéra v USA     | Sledovanost v USA (v mil.) |
| ------------ | --------- | ----------------------------------------------- | ----------------- | ---------------------------------- | ------------------ | -------------------------- |
| 76           | 1         | Say Goodbye                                     | Stephen Cragg     | Sarah L. Thompson                  | 26. září 2019      |                            |
| 77           | 2         | Vivian's Here                                   | Mike Smith        | Michael Russo                      | 3. října 2019      |                            |
| 78           | 3         | Do You Think I'm a Bad Man?                     | Catriona McKenzie | Daniel Robinson                    | 10. října 2019     |                            |
| 79           | 4         | I Hate the World                                | Scott Printz      | Matthew Cruz                       | 17. října 2019     |                            |
| 80           | 5         | We're All Gonna Die                             | Felix Alcala      | Sara Rose Feinberg                 | 24. října 2019     |                            |
| 81           | 6         | Family Sucks                                    | Laura Innes       | Vanessa James Benton               | 31. října 2019     |                            |
| 82           | 7         | I'm the Murderer                                | Lily Mariye       | Laurence Andries                   | 7. listopadu 2019  |                            |
| 83           | 8         | I Want to Be Free                               | Alrick Riley      | Hadi Nicholas Deeb                 | 14. listopadu 2019 |                            |
| 84           | 9         | Are You the Mole?                               | Stephen Cragg     | Maisha Closson                     | 21. listopadu 2019 |                            |
| 85           | 10        | We're Not Getting Away With It                  | Sheelin Choksey   | Tess Leibowitz                     | 2. dubna 2020      |                            |
| 86           | 11        | The Reckoning                                   | DeMane Davis      | Inda Craig-Galván                  | 9. dubna 2020      |                            |
| 87           | 12        | Let's Hurt Him                                  | Janice Cooke      | Daniel Robinson a Matthew Cruz     | 16. dubna 2020     |                            |
| 88           | 13        | What If Sam Wasn't the Bad Guy This Whole Time? | Dawn Wilkinson    | Ricardo C. Lara                    | 30. dubna 2020     |                            |
| 89           | 14        | Annalise Keating Is Dead                        | John Terlesky     | Sarah L. Thompson a Tess Leibowitz | 7. května 2020     |                            |
| 90           | 15        | Stay                                            | Stephen Cragg     | Peter Nowalk                       | 14. května 2020    |                            |